# هانا جان کامن
هانا دامینیک ای. جان-کامن (به انگلیسی: Hannah Dominique E. John-Kamen) (زادهٔ ۷ سپتامبر ۱۹۸۹) یک هنرپیشه اهل بریتانیایی است. او بیشتر برای ایفای نقش داچ در مجموعه تلویزیونی کیل‌جویز، اورنلا در مجموعه تلویزیونی شبکه اچ‌بی‌او با عنوان بازی تاج‌وتخت، و فیلم‌هایی نظیر جنگ ستارگان: نیرو برمی‌خیزد (۲۰۱۵)، توم ریدر (۲۰۱۸)، بازیکن شماره یک آماده (۲۰۱۸)، رزیدنت ایول: به راکون سیتی خوش آمدید (۲۰۲۱)، و ایفای نقش شخصیت ایوا استار / گوست در فیلم‌های ابرقهرمانی مرد مورچه‌ای و زنبورک (۲۰۱۸)، تاندربولتز* (۲۰۲۵) و انتقام‌جویان: روز نابودی (۲۰۲۶) شناخته شده است.

## فیلم‌شناسی
| نام فیلم                             | سال  | نقش               |
| ------------------------------------ | ---- | ----------------- |
| جنگ ستارگان: نیرو برمی‌خیزد           | ۲۰۱۵ | افسر فرست اوردر   |
| توم ریدر                             | ۲۰۱۸ | سوفی              |
| بازیکن شماره یک آماده                | ۲۰۱۸ | زاندور            |
| مرد مورچه‌ای و زنبورک                 | ۲۰۱۸ | ایوا استار / گوست |
| رزیدنت ایول: به راکون سیتی خوش آمدید | ۲۰۲۱ | جیل ولنتاین       |
| ناخوش آیند                           | ۲۰۲۳ | مایا              |
| تاندربولتز*                          | ۲۰۲۵ | ایوا استار / گوست |
| انتقام‌جویان: روز نابودی              | ۲۰۲۶ | ایوا استار / گوست |

### مجموعه تلویزیونی
| سال  | عنوان                    | نقش                 | یادداشت‌ها                  |
| ---- | ------------------------ | ------------------- | -------------------------- |
| ۲۰۱۱ | میسفیتز                  | کارلی               | قسمت ۳ و ۶                 |
| ۲۰۱۱ | آینه سیاه                | سلما                | قسمت «پانزده میلیون مریت»  |
| ۲۰۱۲ | وایت‌چپل                  | راکسی               | ۲ قسمت                     |
| ۲۰۱۲ | سیندیکیت                 | دستیار جوان فروشگاه | قسمت ۱ و ۲                 |
| ۲۰۱۲ | میدنایت بیست             | دختران پیتزا        | قسمت «یک نفر سم را صدا زد» |
| ۲۰۱۲ | ساعت                     | رزا ماریا           | ۴ قسمت                     |
| ۲۰۱۴ | مرگ در پارادایس          | یاسمین بلیک         | فصل ۳ قسمت ۶               |
| ۲۰۱۵ | خیار                     | وایلت               | ۲ قسمت                     |
| ۲۰۱۵ | بنانا                    | وایلت               | ۲ قسمت                     |
| ۲۰۱۵ | کیل‌جویز                  | داچ                 | شخصیت اصلی                 |
| ۲۰۱۶ | بازی تاج‌وتخت             | اورنلا              | ۲ قسمت                     |
| ۲۰۱۹ | بلور تاریک: دوران مقاومت | صداپیشه نایا        | ۵ قسمت                     |
| ۲۰۲۰ | غریبه                    | غریبه               | ۸ قسمت                     |

### بازی‌های ویدئویی
| سال  | عنوان       | صداپیشه         | یادداشت‌ها |
| ---- | ----------- | --------------- | --------- |
| ۲۰۱۱ | دارک سولز   | لرد بلیدز کیران | صداپیشه   |
| ۲۰۱۴ | دارک سولز ۲ | سوئیت شلکوا     | صداپیشه   |